# بانف وبوتشان (دائرة انتخابية في المملكة المتحدة)
بانف وبوتشان  (بالإنجليزية: Banff and Buchan)‏ هي إحدى الدوائر الانتخابية في المملكة المتحدة الممثلة في مجلس العموم في برلمان المملكة المتحدة.
عضو البرلمان الذي يمثلها حالياً هو :Rt Hon Alex Salmond (SNP).